# Tapetmal
Tapetmal (Trichophaga tapetzella) är en liten fjäril som hör till familjen äkta malar. Den har en vingbredd på upp till 22 millimeter. Till utseendet är framvingarna vitaktiga med ett svartbrunt avgränsat fält närmast kroppen och några små mörka fläckar på den yttersta delen. Det finns även några svagare gråaktiga fläckar mellan det mörka fältet närmast vingens bas och de små mörka fläckarna nära vingens spets. Bakvingarna är vitaktiga. 

## Levnadssätt
Larver av tapetmal har observerats leva i ull och pälsverk, men även i fågelbon. Artens svenska trivialnamn kommer av att larverna förr troddes leva av tapeter, och de kan ha angripit textilier som väggbonader i ull. Flygtiden för de fullbildade fjärilarna är maj till augusti.

## Utbredning
Tapetmalen finns över nästan hela världen, men den har gått starkt tillbaka i vissa delar av utbredningsområdet, däribland i Sverige där den är rödlistad som nationellt utdöd, på grund av att inga observationer av arten har gjorts på lång tid. I kallare klimat klarar sig den troligen inte annat än inomhus och en förändring till mindre lämpliga levnadsbetingelser, såsom tätare och renare hus och att syntetiska material alltmer har ersatt naturliga material som ull i kläder är bland orsakerna till dess tillbakagång. 